# Felix Werner (Buchhändler)
Felix Werner (* 1. März 1961 in Basel) ist ein Schweizer Buchhändler und Kulturveranstalter.

## Leben
Werner absolvierte von 1982 bis 1985 eine Buchhändlerlehre. 1986 machte er sich als Buchhändler selbständig. 1990 gründete er die Zentrale Buchhandelsschule in Olten, die er bis 2000 leitete. Er ist Initiant des Geschichtenwettbewerbs «Die Basler Eule», der seit 1993 jährlich durchgeführt wird. Von 2000 bis 2008 war er selbständig im Bereich Kommunikation und Projektmanagement tätig. 2008 war er als Geschäftsführer massgeblich an der Gründung und am Aufbau von LiteraturBasel beteiligt und als Messeleiter führte er zusammen mit Festivalleiter Egon Ammann die von Matthyas Jenny ins Leben gerufene BuchBasel erfolgreich weiter und lancierte den Schweizer Buchpreis. Im Mai 2012 hat er LiteraturBasel verlassen. Von Juni 2014 bis November 2019 war er Mitglied der Geschäftsleitung des Gewerbeverbandes Basel-Stadt. Ab 2019 begleitete er den Bau des Bildungszentrums von JardinSuisse beider Basel und leitete das Bildungszentrum bis November 2023. 
Von 2014 bis 2024 war er Präsident des Verkehrsvereins Riehen und von 2019 bis 2024 Präsident der Gesellschaft Schweiz-Russland.
Felix Werner ist verheiratet und hat drei erwachsene Töchter. Er lebt in Riehen.

## Werke
- (Hrsg.) Reisen und Kennenlernen – Kurzgeschichten von Jugendlichen. Verlag Die Basler Eule, Riehen 1993, ISBN 3-9520551-0-7.
- (Hrsg.) Pausenangst – Kurzgeschichten von Jugendlichen über Gewalt auf dem Pausenhof. Verlag Die Basler Eule, Riehen 1994, ISBN 3-9520551-1-5.
- (Hrsg.) Basel im Jahre 2020 – Geschichten von Jugendlichen über die Stadt und Region Basel. Verlag Die Basler Eule, Riehen 1995, ISBN 3-9520551-2-3.
- (Hrsg.) Nicht ohne Dich – Geschichten von Jugendlichen um Freundschaft, Familie oder Tiere. Verlag Die Basler Eule, Riehen 1996, ISBN 3-9520551-3-1.
- (Hrsg.) So ein Theater! – Geschichten von Jugendlichen. Verlag Die Basler Eule, Riehen 1997, ISBN 3-9520551-4-X.
- (Hrsg.) Anders als ich – Geschichten von Jugendlichen. Christoph-Merian-Verlag, Basel 1998, ISBN 3-85616-105-8.
- Bibliographieren für den Buchhandel. Verlag Buchhandel aktuell, Olten 1998, ISBN 3-909084-33-8.
- Betriebswirtschaft für den Buchhandel. Verlag Buchhandel aktuell, Olten 1998, ISBN 3-909084-30-3.
- Verkaufen im Buchhandel. Verlag Buchhandel aktuell, Olten 1998, ISBN 3-909084-35-4.
- Einkaufen im Buchhandel. Verlag Buchhandel aktuell, Olten 1998, ISBN 3-909084-36-2.
- Betriebswirtschaft für den Buchhandel. Verlag Buchhandel aktuell, Olten 1998, ISBN 3-909084-30-3.
- Dokumentation Buchpreisbindung in der Schweiz: Fakten und Meinungen. Verlag Buchhandel aktuell, Olten 1999, ISBN 3-909084-19-2.
- (Hrsg.) Versteckt! – Geschichten von Jugendlichen. Christoph-Merian-Verlag, Basel 1999, ISBN 3-85616-113-9.
- (Hrsg.) Damals … – Geschichten von Jugendlichen. Christoph-Merian-Verlag, Basel 2001, ISBN 3-85616-143-0.
- (Hrsg.) Abgestürzt – Geschichten von Jugendlichen. Christoph-Merian-Verlag, Basel 2001, ISBN 3-85616-159-7.
- (Hrsg.) Zimmer 17 – Geschichten von Jugendlichen. Christoph-Merian-Verlag, Basel 2002, ISBN 3-85616-176-7.
- (Hrsg.) Lass mich los! – Geschichten von Jugendlichen. Christoph-Merian-Verlag, Basel 2003, ISBN 3-85616-203-8.
- Der schweizerische Buchmarkt. Eine Ergänzungsbroschüre zum Titel Wirtschaftsunternehmen Sortiment. Bramann, Frankfurt am Main 2004, ISBN 3-934054-96-X. 2. Auflage 2008, ISBN 978-3-934054-95-0.
- (Hrsg.) Volltreffer! – Geschichten von Jugendlichen. Christoph-Merian-Verlag, Basel 2005, ISBN 3-85616-254-2.